# Reginald Fairfax Wells

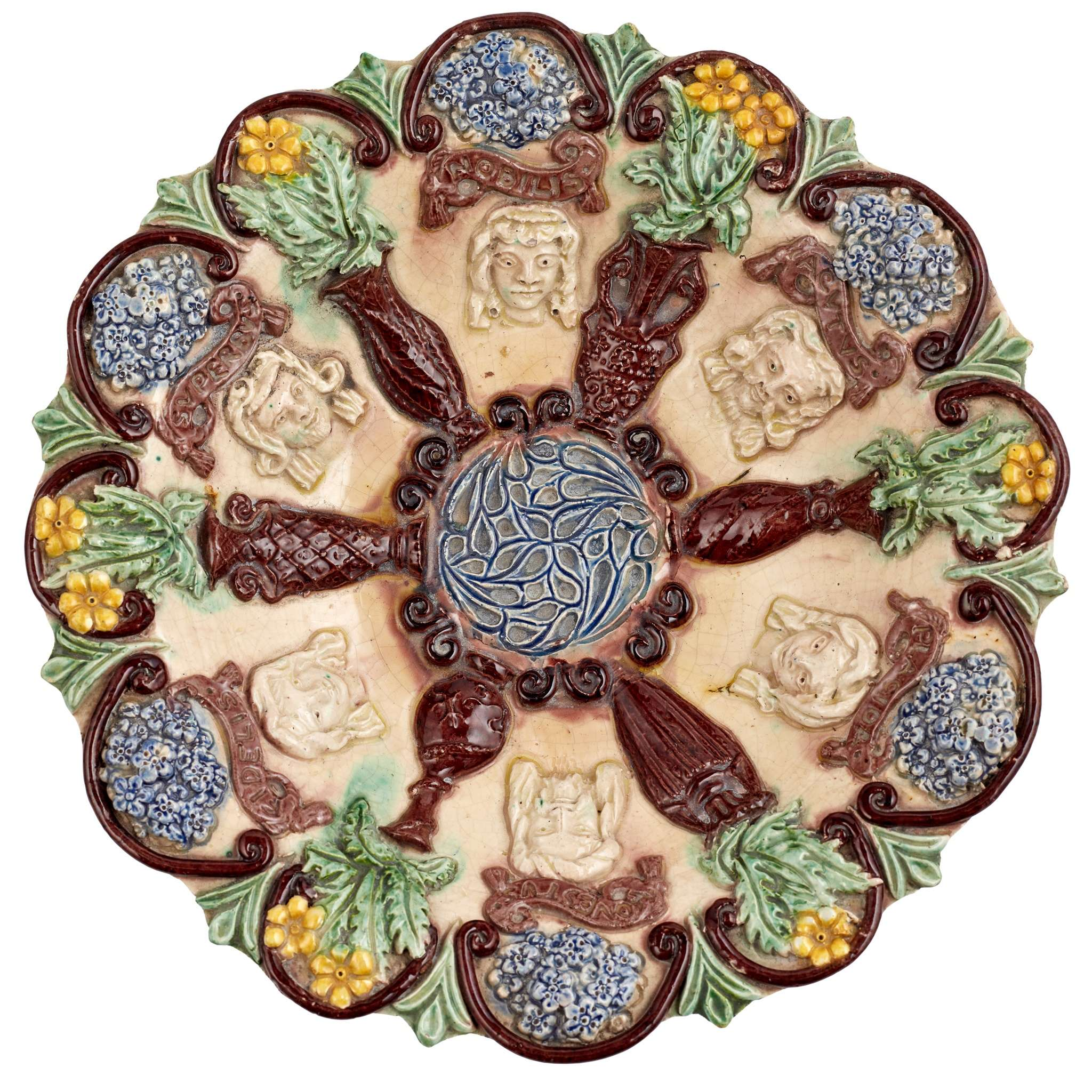
Reginald Fairfax Wells. Coldrum Keramik, um 1910

Reginald Fairfax Wells (* 1877 in Rio de Janeiro, Brasilien; † 29. Juni 1951 in Worthing, Sussex, England) war ein britischer Bildhauer, Keramiker, Flugzeugkonstrukteur, Architekt und Designer.

## Leben
Er wurde 1877 in Rio de Janeiro geboren, wo sein Vater, der britische Amazonas-Entdecker James William Wells, tätig war. In den 1890er Jahren studierte er Bildhauerei an der National Art Training School in South Kensington (später Royal College of Art) bei Édouard Lantéri sowie Keramik an der Camberwell School of Art in London. 1899 heiratete er Clarissa Rawlings und zog nach Wrotham in Kent. Dort gründete er die Coldrum Pottery, die er 1909 nach Chelsea verlegte. Während des Ersten Weltkriegs gründete er die Wells Aviation Company, die Flugzeugteile produzierte. Nach dem Krieg setzte er seine Tätigkeit als Keramiker in Chelsea fort. 1923 verlegte er seine Werkstatt nach Storrington in Sussex. Reginald Fairfax Wells starb am 29. Juni 1951 in Worthing, Sussex.

## Werk

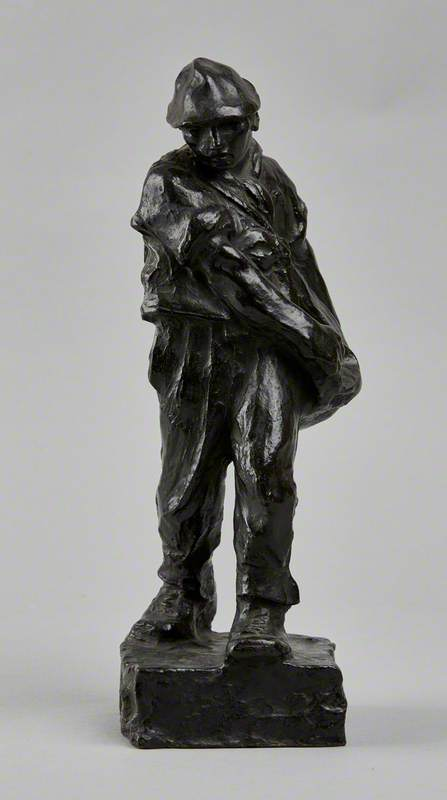
Der Sämann, um 1906, Reginald Fairfax Wells. Fitzwilliam Museum, Cambridge

Reginald Fairfax Wells begann seine künstlerische Laufbahn mit kleinformatigen Bronzen, die zwischen 1900 und 1910 entstanden. Ein bekanntes Beispiel ist die zwischen 1900 und 1905 entstandene Skulptur The Sower, die einen säenden Bauern darstellt und sich heute im Victoria and Albert Museum befindet. Diese Werke zeigen eine realistische Darstellung des ländlichen Lebens und sind von Künstlern wie Jean-François Millet beeinflusst. Ab 1909 widmete sich Reginald Fairfax Wells zunehmend der Keramik. Seine Coldrum Ware zeichnete sich durch gleichmäßige Glasuren in verschiedenen Farben und Formen aus. Nach dem Ersten Weltkrieg entwickelte er die SOON Ware, die von chinesischer Keramik inspiriert war, sich durch hohe Brenntemperaturen auszeichnete und eine starke Textur aufwies. In den 1920er- und 1930er-Jahren widmete sich Reginald Wells der Architektur und entwarf etwa 200 Cottages in Kent und Sussex. Diese zeichneten sich durch unregelmäßige Ziegel, weiß getünchte Wände, Strohdächer und kleine Fenster aus. Die Häuser sollten das Leben im 17. Jahrhundert nachempfinden.